# Gran Premio Ciudad de Felino
El Gran Premio Ciudad de Felino (oficialmente: GP Citta' di Felino) es una carrera ciclista de un día italiana que se disputa en el municipio de Felino (provincia de Parma) y sus alrededores, a mediados del mes de agosto.
Creada en 1969, se relanzó en 1997 como carrera amateur, si bien ya anteriormente se disputaba una prueba similar pero en diferentes categorías inferiores y amateur (de hecho la edición del 2011 se anunció como la edición 51.ª). En 2004 fue catalogada de categoría 1.6 (máxima categoría amateur). Con la creación de los Circuitos Continentales UCI en 2005 formó parte del UCI Europe Tour en la categoría 1.2 (última categoría del profesionalismo), aunque durante un breve periodo de tiempo ya que desde 2010 volvió a ser amateur. La edición del 2013 no se disputó.
Su recorrido es siempre es el mismo: 18 vueltas al un pequeño circuito de 5,5 km con inicio y final en Felino; y posteriormente otro circuito más amplio de 15 km al que se le dan 4 vueltas, también con inicio y final en Felino, en el que se incluye una pequeña cota. Formando así 159 o 160 km de trazado.

## Palmarés
En amarillo: edición amateur.
| Año  | Ganador              | Segundo             | Tercero             |
| ---- | -------------------- | ------------------- | ------------------- |
| 1991 | Stefano Copelli      |                     |                     |
| 1992 | Davide Dall'Olio     |                     |                     |
| 1993 | Samuele Schiavina    |                     |                     |
| 1994 | Fabrizio Guidi       |                     |                     |
| 1995 | Andrea Pagliani      |                     |                     |
| 1996 | Luca Barioso         |                     |                     |
| 1997 | Vladimir Duma        | Devis Fuser         | Claudio Ainardi     |
| 1998 | Massimo Mancini      | Massimo Sorice      | Giuseppe Di Fresco  |
| 1999 | Massimo Sorice       | Gianluca Nicole     | Igor Astarloa       |
| 2000 | Gabriel Moreau       | Gianluca Nicole     | Andrei Tcherniakov  |
| 2001 | Alberto Loddo        | Antonio Bucciero    | Marco Corsini       |
| 2002 | Fabio Gilioli        | Matteo Cappè        | Pablo de Pedro      |
| 2003 | Paolo Bailetti       | Marco Marzano       | Vicente Elvira      |
| 2004 | Paolo Bailetti       | Domenico Pozzovivo  | Fumiyuki Beppu      |
| 2005 | Matteo Priamo        | Alessandro Raisoni  | Simone Stortoni     |
| 2006 | Roberto Ferrari      | Luca Conati         | Marco Bandiera      |
| 2007 | Tomislav Dančulović  | Sergey Rudaskov     | Daniel Martin       |
| 2008 | Egor Silin           | Edoardo Girardi     | Oleg Opryshko       |
| 2009 | Richie Porte         | Alfredo Balloni     | Davide Mucelli      |
| 2010 | Moreno Moser         | Michael Matthews    | Matteo Trentin      |
| 2011 | Nicola Boem          | Alberto Cecchin     | Moreno Moser        |
| 2012 | Alfio Locatelli      | Juan Pablo Valencia | Nathan Pertica      |
| 2013 | Andrea Zordan        | Davide Villella     | Alberto Bettiol     |
| 2014 | Andrea Toniatti      | Gianni Moscon       | Matvey Nikitin      |
| 2015 | Simone Consonni      | Francesco Rosa      | Davide Martinelli   |
| 2016 | Alexandr Riabushenko | Andrea Vendrame     | Marco Bernardinetti |
| 2017 | Giacomo Zilio        | Francesco Romano    | Stefano Oldani      |

## Palmarés por países
| País        | Victorias |
| ----------- | --------- |
| Italia      | 20        |
| Ucrania     | 1         |
| Argentina   | 1         |
| Croacia     | 1         |
| Rusia       | 1         |
| Australia   | 1         |
| Bielorrusia | 1         |